# Aomi Muyock
Aomi Muyock (* 14. Januar 1989 im Kanton Tessin) ist eine Schweizer Schauspielerin und Model.

## Leben
Muyocks Mutter ist Künstlerin, Malerin, Fotografin und Schriftstellerin, ihr Vater ist Bildhauer und Maler. Sie spricht fließend Italienisch. 2009 hatte sie einen schweren Unfall, infolge dessen ihr zwei Schneidezähne und ein Eckzahn entfernt werden mussten. Daraus resultierte ihr charakteristisches Aussehen. Sie debütierte 2015 in einer Hauptrolle in dem Spielfilm Love als Filmschauspielerin. 2018 verkörperte sie die titelgebende Hauptrolle in Jessica Forever.

## Filmografie
- 2015: Love
- 2018: Scenario (Kurzfilm)
- 2018: Jessica Forever